# Cornelie Booth
Cornelie Booth, född Schoch 1864 i Nederländerna, död 1919. Frälsningsofficer, sångförfattare och tonsättare.
Syster till Celestine Oliphant och gift 1890 med Herbert Booth.

## Sånger
- Du burit din börda, du länge så gjort
- Giv mig en större, giv mig en högre, giv mig en fullkomlig tro